# Керестур
Керестур (рум. Cherestur) — село у повіті Тіміш в Румунії. Входить до складу комуни Беба-Веке.
Село розташоване на відстані 484 км на північний захід від Бухареста, 77 км на північний захід від Тімішоари.

## Населення
За даними перепису населення 2002 року у селі проживали 475 осіб.
Національний склад населення села:
| Національність | Кількість осіб | Відсоток |
| -------------- | -------------- | -------- |
| угорці         | 377            | 79,4%    |
| румуни         | 83             | 17,5%    |
| цигани         | 11             | 2,3%     |

Рідною мовою назвали:
| Мова      | Кількість осіб | Відсоток |
| --------- | -------------- | -------- |
| угорська  | 388            | 81,7%    |
| румунська | 85             | 17,9%    |